# Kvistofta kyrka
Kvistofta kyrka är en kyrkobyggnad i Rååns dalgång cirka 8 kilometer från åns utlopp i Öresund. Den tillhör Kvistofta församling i Lunds stift.

## Kyrkobyggnaden
Kvistofta kyrka uppfördes på 1200-talet i romansk stil med sandsten som byggnadsmaterial. Vid slutet av medeltiden tillkom kyrktornet. Då byggdes även vapenhuset och valven slogs. År 1779 byggdes kyrkan ut med korsarmar i norr och söder. Tornet byggdes på. Vid samma tillfälle revs vapenhusen, valven och absiden. Kyrkorummet försågs med tegelgolv. Här finns glasmålningar av Ralph Bergholtz från 1949.

## Inventarier
- Altartavlan från 1870 är en kopia av den italienska konstnären Rafaels målning från 1500-talet och har motivet Kristi förklaring. Originalet hänger i Vatikanen i Rom.
- Predikstolen av målat trä är från 1865 och består av en sexkantig korg som vilar på en åttkantig pelare.
- Av kyrkklockorna är lillklockan möjligen från medeltiden. Storklockan är gjuten 1731 av Andreas Wetterholtz i Malmö.

### Orgel
- 1870 byggde Anders Victor Lundahl, Malmö en orgel med 12 stämmor.
- 1944 byggde Olof Hammarberg, Göteborg en orgel med 18 stämmor.
- Den nuvarande orgeln byggdes 1986 av A. Mårtenssons Orgelfabrik AB, Lund och är en mekanisk orgel.

| Huvudverk I   | Svällverk II      | Pedal              | Koppel |
| Principal 8´  | Rörflöjt 8´       | Subbas 16´         | I/P    |
| Gedackt 8'    | Salicional 8'     | Borduna 8´         | II/P   |
| Octava 4'     | Principal 4'      | Hålflöjt 4'        | II/I   |
| Flöjt 4'      | Koppelflöjt 4'    | Rauschkvint 3 chor |        |
| Kvinta 2 2/3' | Blockflöjt 2'     |                    |        |
| Octava 2'     | Larigot 1 1/3'    |                    |        |
| Ters 1 3/5'   | Rörskalmeja 8'    |                    |        |
| Mixtur 4 chor | Tremulant         |                    |        |
|               | Crescendosvällare |                    |        |

## Övrigt
På Kvistofta kyrkogård vilar Gustaf Håkansson tillsammans med hustrun Maria och en son. Håkansson, mera känd som Stålfarfar, blev nästan 102 år gammal och hustrun nästan 105 år gammal.